# Port de Cabús
Pour les articles homonymes, voir Cabus.
Le port de Cabús est un col des Pyrénées à la frontière entre Andorre et l'Espagne situé entre 2 302 et 2 305 mètres d'altitude.

## Accès
Il est goudronné côté andorran mais pas côté espagnol. Aucun poste de douane ni panneau de changement d'État n'existe au col.
L'ascension débute côté andorran au village d'Erts dans la paroisse de la Massana et emprunte la route CG-4. La montée est longue de 15,6 km avec une pente moyenne de 6,2 % pour un dénivelé total de 952 m.
Côté Catalogne, le port se trouve sur la commune d'Alins (comarque de Pallars-Sobirà), dans le parc naturel de l'Alt Pirineu.

## Toponymie
Port est un terme issu du latin portus qui désigne dans les Pyrénées un col de montagne,.
Cabús est retrouvé dans plusieurs toponymes catalans et dérive du latin caput (« tête »), prenant dans ce cas le sens de « cime » ou « sommet dominant ».